# Pseudothyrsocera scutigera
Pseudothyrsocera scutigera är en kackerlacksart som först beskrevs av Walker, F. 1868.  Pseudothyrsocera scutigera ingår i släktet Pseudothyrsocera och familjen småkackerlackor. Inga underarter finns listade i Catalogue of Life.